# Parafia Świętych Apostołów Piotra i Pawła w Leńczach
Parafia Świętych Apostołów Piotra i Pawła w Leńczach – rzymskokatolicka parafia znajdująca się w archidiecezji krakowskiej, w dekanacie Kalwaria, w Polsce.
Została erygowana 31 marca 1530 roku przez biskupa Piotra Tomickiego.